# René Pomier Layrargues
René Pomier Layrargues, né le 1er novembre 1916 et tué au combat le 5 juin 1940, fut pilote de chasse et as aérien français lors de la Seconde Guerre mondiale. Il était sorti de la promotion de l'École de l'Air de 1937-39.

## Biographie
Né le 1er novembre 1916 à Montpellier, il commence son entraînement de pilote en 1937 et rejoint le CIC (Centre d'Instruction de la Chasse), sur la base aérienne 122 Chartres-Champhol, en 1939. Il est affecté à une unité opérationnelle, le GC.II/7, le 12 mars 1940.
Au début mai 1940, son escadrille est équipée du nouveau chasseur Dewoitine D.520, appareil performant aux commandes duquel René Pomier Layrargues, alors sous-lieutenant, obtient sa première victoire dès le 11 mai :
- 11 mai 1940 : il abat, en coopération, un bombardier Heinkel He 111, près de Brassy ;
- 19 mai 1940 : il abat un bombardier Dornier Do 17 ;
- 24 mai 1940 : il abat un deuxième He 111 ;
- 25 mai 1940 : il abat un troisième He 111 ;
- 5 juin 1940 : ce jour-là, 8 appareils de son GC.II/7 sont surpris par 15 Messerschmitt Bf 109. Au cours de la mêlée qui s'ensuit, Pomier Layragues parvient à abattre deux de ses adversaires[1], dont l'as allemand Werner Mölders (25 victoires à ce moment-là) qui est capturé par l'armée française[2].

Le combat se poursuit contre trois Messerschmitt 109, il en abat un avant de succomber après une défense acharnée au ras des toits de Beauvais. A court de munitions, il est abattu par un chasseur ennemi et tué en percutant une maison de Marissel (banlieue de Beauvais).

## Palmarès
Le sous-lieutenant René Pomier Layrargues est crédité de 6 victoires homologuées,.

## Décoration et souvenir
- Croix de guerre 1939–1945[5]
- Sa tombe se trouve au cimetière protestant de Montpellier (Route de Palavas)[1],[6].